# Call & Response
Call & Response (littéralement Appel et Réponse) est une œuvre des artistes britanniques Langlands & Bell (en). Il s'agit d'une installation lumineuse installée en 2012 à la correspondance des lignes de tramway 3a et 3b à Paris, en France.

## Description
Call & Response est une œuvre en deux parties, qui occupent les trémies de deux accès de la station de métro Porte de Vincennes, des deux côtés du cours de Vincennes à Paris (12e et 20e arrondissements). Les deux parties se situent également dans le prolongement du terminus des lignes 3a et 3b du tramway. Elles remplacent des entourages classiques du métro.
Les deux parties de l'œuvre sont identiques et sont constituées de trois panneaux de verre rectangulaires cerclés de métal, verticaux et formant trois côtés d'un cube. Ces trémies sont une référence aux socles des colonnes de la barrière du Trône, érigées à l'autre extrémité du cours de Vincennes, à l'entrée de la place de la Nation.
Chaque panneau de verre est moiré et celui directement situé dans l'axe des accès comporte un grand « M » blanc. L'œuvre est rétro-éclairée, sa couleur passant du mauve au bleu. Selon la régie de transport, commanditaire de l'œuvre, l'œuvre permet de signaler qu'un passage souterrain permet de traverser le cours de Vincennes, les terminus des tramways 3a et 3b se situant de part et d'autre de celui-ci. En outre, la couleur de l'éclairage varie suivant l'arrivée ou le départ des tramways.

## Historique
Call & Response est une commande publique, l'une des œuvres réalisées dans le cadre du prolongement de la ligne 3 du tramway parisien. Elle est installée en 2012,.

## Artistes
Ben Langlands (né en 1955) et Nikki Bell (né en 1959) constituent le duo britannique Langlands & Bell (en), formé en 1978. Leur travail artistique est centré sur les liens entre les êtres humains et les environnements urbains. Ils utilisent des médias divers (sculpture, art video, architecture, etc.).